# Vionnet

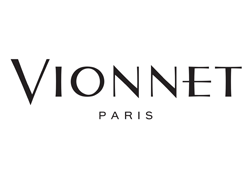
Vionnet Paris

A Maison Vionnet é uma Maison de alta-costura francesa fundada em 1912 à Paris por Madeleine Vionnet.